# کفچه‌ماهی (رمان)
کَفچه‌ماهی (آلمانی: Der Butt) رمانی است از نویسنده آلمانی گونتر گراس که در سال ۱۹۷۷ منتشر شد. 

## درونمایه‌ها
داستان این کتاب که به نوعی برگرفته از داستان «ماهیگیر و همسرش» است، در عصر حجر آغاز می‌شود. مردی ماهیگیر، ماهی‌ای را در جایی صید می‌کند که هزار سال بعد، زادگاه خودِ گراس، یعنی شهر دانزیگ در آن به وجود می‌آید. ماهیگیر، همانند ماهی، نامیرا است و آن‌ها دوره‌های مختلف تاریخ را با یکدیگر سپری می‌کنند. گونتر گراس در خلق این داستان به یاد ماندنی، از تمامی توانایی‌هایش بهره گرفته و با نگارش چنین داستانی، دوران اوج خلاقیت زبانی خود را به رخ همگان کشیده‌است.
گراس می‌گوید: «کتاب کفچه‌ماهی دربارهٔ زنان و غذاست، اما در عین حال دربارهٔ زنان و جنگ است، از جمله آنچه زنان علیه جنگ انجام داده‌اند - که متأسفانه اغلب سکوت بوده‌است.» گراس دربارهٔ دیدگاهش در مورد جنس‌های انسانی و تأثیر آن بر رمان گفت: «بیشتر زنانی که کتاب را کامل می‌خوانند آن را دوست دارند. آنهایی در جنبش آزادی زنان که می‌گویند تفاوتی بین مردان و زنان وجود ندارد آن را دوست ندارند. من این تفاوت را دوست دارم - از کسانی که تفاوت بین مردان و زنان را دوست ندارند متنفرم.»
درونمایه اصلی کتاب، مشارکت تاریخی زنان در واقعیت و داستان است، از الهه‌های اولیه جوامع مادرسالار در عصر سنگ در کناره رودخانه ویستولا، تا افسانه برادران گریم، "ماهیگیر و همسرش"، و تا فعالان معاصر "حقوق زنان" در رمان (همان‌طور که در ترجمه انگلیسی آمده‌است). "کفچه‌ماهی" نقش محوری به عنوان عامل و تحریک کننده آرمان هر یک از دو جنس در طول داستان دارد.

## فرایند نگارش
ایده این کتاب در اواخر دهه ۱۹۶۰ زمانی به ذهن گراس رسید که برای سیاستمدار ویلی برانت تبلیغ می‌کرد. او گفت که در طول مبارزات انتخاباتی، «همواره با زبانی دست دوم بمباران می‌شدم.» او اشتیاقی برای نوشتن آنچه بعداً به رمان کفچه‌ماهی تبدیل شد پیدا کرد، و پنج سال طول کشید تا آن را کامل کند.